# 771 p.n.e.
| [ Edytuj tabelę ] |                                                                        |
| Król Asyrii       | - 773 p.n.e. Aszur-dan III 755 p.n.e.                                  |
| Król Aten         | - 778 p.n.e. Ajschylos 755 p.n.e.                                      |
| Władca Chin       | - 782 p.n.e. Youwang 771 p.n.e. - 771 p.n.e. Pingwang 720 p.n.e.       |
| Władca Egiptu     | - 790 p.n.e. Osorkon III 762 p.n.e. - 774 p.n.e. Szeszonk V 736 p.n.e. |
| Król Izraela      | - 782 p.n.e. Jeroboam II 753 p.n.e.                                    |
| Król Judy         | - 796 p.n.e. Amazjasz 767 p.n.e.                                       |
| Król Sparty       | - 790 p.n.e. Archelaos 760 p.n.e. - 780 p.n.e. Charilaos 750 p.n.e.    |
| Król Tyru         | - 774 p.n.e. Milkiram (?) 750 p.n.e.                                   |
| Władca Urartu     | - 786 p.n.e. Argiszti I 764 p.n.e.                                     |

Rok 771 p.n.e.
stulecia: IX wiek p.n.e. ~
VIII wiek p.n.e. ~
VII wiek p.n.e.

lata: 781 p.n.e. «
775 p.n.e. «
774 p.n.e. «
773 p.n.e. «
772 p.n.e. «
771 p.n.e. »
770 p.n.e. »
769 p.n.e. »
768 p.n.e. »
767 p.n.e. »
761 p.n.e.

## Wydarzenia
Azja
- Najazd koczowników na Chiny, wkroczyli oni do Haojing (鎬京). W wynikłych walkach zginął Youwang. Na skutek tych wydarzeń dynastia Zhou straciła rzeczywistą władzę na rzecz lenników.

## Urodzili się
- (lub 772 p.n.e.) Romulus i Remus, założyciele Rzymu

## Zmarli
- Youwang, chiński władca